# ماگوت سیب
ماگوت سیب با (نام علمی: Rhagoletis pomonell)) آفت سیب است. پیش از ورود این حشره از اروپا به آمریکا، بیشتر آفت زالزالک (سرده) بوده است. این حشره شباهت‌هایی به عنکبوت‌های جهنده دارد.

## کنترل
قارچ‌کش های آلی یا سنتتیک که بسیاری از آنها در باغ‌های درخت سیب مورد استفاده قرار می‌گیرند، تاکنون نتوانسته‌اند در جلوگیری از تخمگذاری ماگوت سیب موفق عمل کنند.
ترکیب بردو که یک قارچ‌کش معدنی است، اکنون در باغ‌های سیب بکار برده نمی‌شود. در حالیکه ترکیب بردو توانسته است به میزان قابل ملاحظه‌ای حشره را از تخمگذاری بازدارد. در اثر اسپری ترکیب بردو، حشره ماده قادر به ترشح فرومون از تخمدان خود نشده است. این نتیجه، در مدیریت یکپارچه آفات مورد بحث قرار گرفته است.